# أمير الحج

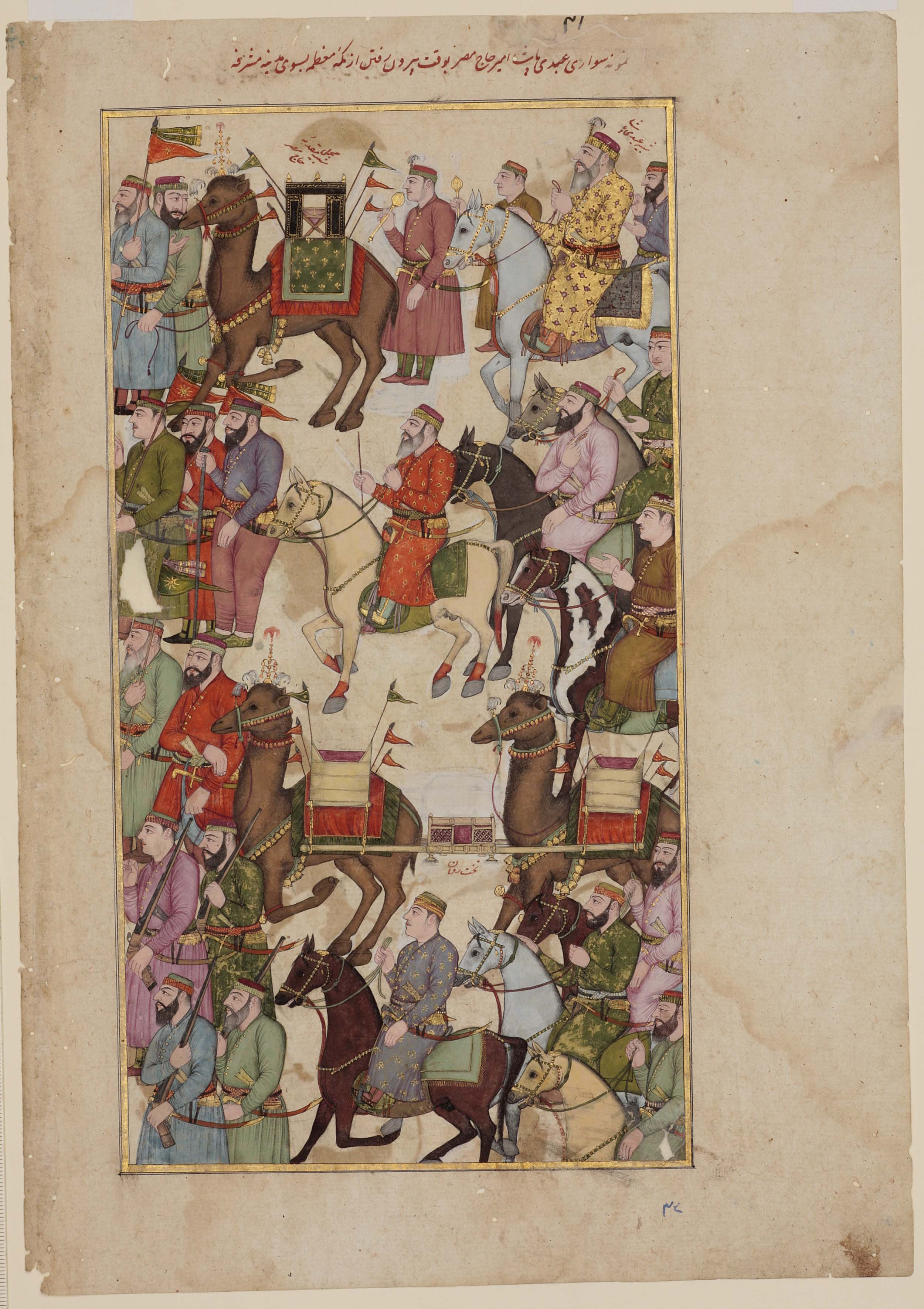
رسم يمثل عبدي باشا، وهو أمير الحج من القافلة المصرية، في طريقه من مكة المكرمة إلى المدينة المنورة، الصورة أخذت من كتاب "أنيس الحجاج" لكاتبه صفي بن ولي.

أمير الحج هو منصب ولقب كان يطلق على قائد قافلة الحج السنوية في عهد الدول الإسلامية المتعاقبة بين القرن السابع حتى القرن العشرين. وكان هناك قافلتان رئيسيتان تنطلقان من مدينتي دمشق والقاهرة في عصر الدولة العباسية حيث يتم تعيين أميرا لقافلة الحج لكل منهما. ومن الواجبات الرئيسية الموكلة لأمير الحج هي تأمين الأموال والمؤن للقافلة، وحمايتها على طول الطريق الصحراوي المؤدي إلى المدن الإسلامية المقدسة (مكة والمدينة) في منطقة الحجاز في (المملكة العربية السعودية حاليا).

## أمير الحج في العهد النبوي
أمر رسول الله صلى الله عليه وسلم على الحج بعد فتح مكة اثنين من أصحابه رضي الله عنهما، الأول عتاب بن أسيد سنة ثمان (عام الفتح) لأنه كان أميراً على مكة بعد الفتح., والثاني أبو بكر الصديق سنة تسع.ثم كانت حجة النبي صلى الله عليه وسلم حجة الوداع سنة عشر.

## الواجبات
كان التهديد الرئيسي لقوافل الحج هو غارات البدو، وبالتالي يتعين على أمير الحج قيادة قوة عسكرية كبيرة لحماية القافلة في حالة وقوع هجوم من قبل البدو المحليين أو كان يدفع مبلغا ماليا للقبائل البدوية المختلفة التي تمر القافلة على أراضيها، ومن مسؤولية أمير الحج أيضا شراء اللوازم الكافية لسد حاجة المسافرين من الماء والطعام، وتوفير وسائل النقل كالإبل، والخيل، والبغال، والحمير، وكذلك تأمين الأموال الكافية لتمويل قافلة الحج.